# Barreteros de Zacatecas
O Barreteros de Zacatecas foi um clube profissional de basquetebol situada na cidade de Zacatecas, Estado de Zacatecas, México que disputa atualmente a LNBP. Manda seus jogos na Gimnasio "Profesor Marcelino González" com capacidade de 3.500 espectadores.